# Бефи ет ле Мортом
Бефи ет ле Мортом (фр. Beffu-et-le-Morthomme) насеље је и општина у североисточној Француској у региону Шампањ-Арден, у департману Ардени која припада префектури Вузје.
По подацима из 2011. године у општини је живело 76 становника, а густина насељености је износила 13,84 становника/km². Општина се простире на површини од 5,49 km². Налази се на средњој надморској висини од 170 метара.

## Демографија
| 1962. | 1968. | 1975. | 1982. | 1990. | 1999. | 2011. |
| ----- | ----- | ----- | ----- | ----- | ----- | ----- |
| 72    | 80    | 57    | 51    | 60    | 54    | 76    |

График промене броја становника у току последњих година